# Heteranthelium
Heteranthelium és un gènere de plantes de la família de les poàcies, ordre de les poals, subclasse de les commelínides, classe de les liliòpsides, divisió dels magnoliofitins.
Espècies:
- Heteranthelium aleppicum Gand.
- Heteranthelium assyriacum Gand.
- Heteranthelium hermoneum Gand.